# Aarau
Aarau, és un municipil districte d'Aarau. Està situat a la costa del riu Aar i a la part sud de la serralada del Jura. Del març al setembre de 1798 Aarau fou la capital de Suïssa. Des del 1803 és la capital del cantó d'Argòvia. El 2010 va incorpora el municipi de Rohr.
El primer esment escrit Arowe data del 1248. El topònim prove del riu que passa per la zona que antigament s'anomenava Arula, Arola o Araris que venen de l'alemany Au que vol dir riu.
El centre històric d'Aarau prop d'un gual del riu Aar, al sud de la serralada del Jura, que ja es feia servir a l'època romana. Els barris nous estan situats a l'est de la zona rocosa o a les ribes del riu Aar. Aproximadament el 90% de l'àrea de la ciutat es troben al sud d'Aar i el 10% el nord.
Aarau limita al nord amb la comuna de Küttigen, per l'est amb Rohr, incorporat el 2010, i Buchs, pel sud-est amb Suhr, pel sub amb Unterentfelden i per l'oest amb Eppenberg-Wöschnau (SO), Erlinsbach (SO).

## Demografia
| 1764  | 1798  | 1850  | 1900  | 1930   | 1950   | 1960   | 1970   | 1980   | 1990   | 2000   |
| ----- | ----- | ----- | ----- | ------ | ------ | ------ | ------ | ------ | ------ | ------ |
| 1.868 | 2.458 | 4.657 | 7.831 | 11.666 | 14.280 | 17.045 | 16.881 | 15.788 | 16.481 | 15.470 |

## Història

### Prehistòria
S'hi van trobar uns quants artefactes dispersos de l'època neolítica. Prop de l'estació de tren moderna, s'han excava ruïnes d'un assentament de l'Edat del Bronze (1000 aC). La via romana entre Salodurum (Solothurn) i Vindonissa travessa la zona, que correspon a l'actual Bahnhofstrasse. El 1976 bussos al riu Aar van trobar part d'un pont de fusta de set metres d'ample dels últims temps romans.

### Edat mitjana
Aarau va ser fundada al voltant de l'any 1240 pels comtes de Kyburg. Aarau s'esmenta per primera vegada en 1248 com Arowe. Al voltant de 1250 s'esmenta com Arowa. No obstant això, el primer esment d'un arranjament de mida de ciutat va ser en 1256. La ciutat va ser governada des de la torre "Rore", que s'ha incorporat a l'ajuntament de la ciutat moderna.
El 1273 els comtes de Kyburg es van extingir. Inés de Kyburg, que no tenia successió masculina, va vendre les terres de la família a Rodolf I d'Habsburgo. Es van concedir a Aarau els drets de ciutat el 1283. Al segle xiv la ciutat es va ampliar en dues etapes, i es va construir una segona muralla. Una rasa profunda separava la ciutat des del seu "barri"; la seva ubicació és avui marcada per un ampli carrer amb el nom "Graben" (és a dir, la rasa).
El 1415 Berna va envair l'Aargau inferior amb l'ajuda de Solothurn. Aarau va capitular després d'una curta resistència, i es va veure obligada a jurar lleialtat als nous governants. Al segle xvi es van suprimir els drets de les classes més baixes. Al març de 1528 els ciutadans d'Aarau van permetre la introducció del protestantisme a petició de Berna. Un creixement de la població durant el segle xvi va donar lloc a edificis més alts i mètodes de construcció més densos. Les primeres formes de la indústria es van desenvolupar en aquest moment. No obstant això, a diferència d'altres ciutats, no es van formar gremis a Aarau.
L'11 d'agost 1712 es va signar a la ciutat l'anomenada Pau d'Aarau; aquesta concedia a cada cantó el dret a triar la seva pròpia religió i així va acabar amb la predominància del catolicisme. A partir de principi del segle xviii la indústria tèxtil s'hi va desenvolupar. L'immigració alemanya va contribuir a l'expansió de la ciutat, amb noves fàbriques de cotó i seda. Aquests immigrants amb formació superior també van modernitzar l'ensenyament i introduir l'esperit de la il·lustració

### 1798: Capital de la República Helvètica
El 27 de desembre de 1797, es va tenir l'últim Tagsatzung de l'Antiga Confederació Suïssa a Aarau. Dues setmanes més tard, un enviat francès hi va predicar la revolució. El contrast entre un alt nivell de formació i un baix nivell de drets polítics era particularment gran a Aarau, i la ciutat es va negar a enviar tropes per defensar la frontera de Berna. A mitjan març 1798 Aarau va ser ocupada per les tropes franceses.
El 22 març 1798 Aarau va ser declarada la capital de la República Helvètica. Per tant, la primera capital d'una Suïssa unificada. El Parlament es va reunir a l'ajuntament. El 20 de setembre, la capital es va traslladar a Lucerna.

### Aarau com a capital del cantó
El 1803, Napoleó va ordenar la fusió dels cantons d'Argòvia, Baden i Fricktal. Aarau va la capital del nou cantó. El 1820, la muralla va ser enderrocada, amb l'excepció de les torres i portals, i les rases defensives van ser omplertes.
El pont de fusta, que datava de l'edat mitjana, a través de l'Aar va ser destruït per les inundacions en tres ocasions en trenta anys, i va ser reemplaçat per un pont penjat d'acer el 1851. Aquest va ser reemplaçat per un pont de formigó el 1952. La ciutat va estar vinculada al ferrocarril central de Suïssa fins a 1856.
La indústria tèxtil a Aarau es va enfonsar el 1850 per mor de les polítiques aranzelàries proteccionistes dels estats veïns. Altres indústries s'havien desenvolupat en aquest moment per reemplaçar, incloent la producció d'instruments matemàtics, sabates i ciment. A partir del 1900, nombroses empreses elèctriques s'hi van desenvolupar. Per la dècada de 1960, més ciutadans treballaven a les indústries de serveis o per al govern cantonal que no en la manufactura. Durant la dècada de 1980 moltes de les indústries van abandonar Aarau.
El 1802 es va crear l'Escola de Cantó; va ser la primera escola secundària no parroquial a Suïssa. Es va desenvolupar una bona reputació, i va ser la llar dels guanyadors del Premi Nobel Albert Einstein, Paul Karrer, i Werner Arber, així com diversos polítics i autors suïssos.
La compra d'una col·lecció de manuscrits el 1803 va ser la base de la futura Biblioteca Cantonal, que conté una Bíblia anotada per Huldrych Zwingli, juntament amb manuscrits i incunables. Més periòdics es van desenvolupar a la ciutat, i hi van contribuir a l'atmosfera revolucionària. A partir de 1820, Aarau va ser un refugi per als refugiats polítics.
Les oportunitats educatives i culturals d'Aarau es van estendre en nombroses noves institucions. Un Saló de Teatre i de la Música es va construir el 1883, que va ser renovat i ampliat el 1995-96. El Museu de la Naturalesa d'Argòvia va obrir el 1922. Un antic magatzem de roba va ser transformat en un petit teatre el 1974, i el centre de la cultura alternativa Kiff es va establir en una antiga fàbrica de farratge per a animals.

## Esport
La ciutat té un club de futbol, el Fussballclub Aarau 1902 que juga a la lliga suïssa de futbol.

## Persones
- Albert Einstein hi va acabar amb èxit els estudis secundaris a l'escola cantonal, condició necessària per poder entrar a l'escola tècnica superior de Zuric.[3]
- Werner Wehrli, (1892-1944), compositor
- Karl Greith (1828-1887) compositor musical.

## Ciutats agermanades
- Neuchâtel, Suïssa
- Delft, Països Baixos
- Reutlingen, Alemanya
- Santa Fe, Argentina